# 倒鳞耳蕨
倒鳞耳蕨（学名：Polystichum retrosopaleaceum）为鳞毛蕨科耳蕨属下的一个种。

## 扩展阅读
- 維基物種上的相關：倒鳞耳蕨